# Le Controis-en-Sologne
Le Controis-en-Sologne est une commune nouvelle française résultant de la fusion — depuis 2019 — des communes de Contres, Feings, Fougères-sur-Bièvre, Ouchamps et Thenay, dans le département de Loir-et-Cher, en région Centre-Val de Loire.

## Géographie

### Territoire
Le Controis-en-Sologne est né de la réunion de cinq communes, créant un territoire total de près de 100 km2, réparti en forme de papillon avec Contres à l'est, et les quatre autres communes, soit Feings, Fougères-sur-Bièvre, Ouchamps et Thenay, à l'ouest. Ainsi, par exemple, la commune pourtant voisine de Fresnes se situe à seulement 2,2 km de la mairie du Controis-en-Sologne, contre 7,3 km pour ce qui concerne Fougères-sur-Bièvre et 6 km pour Feings.

### Localisation et communes limitrophes
La commune du Controis-en-Sologne se trouve au sud-ouest du département du Loir-et-Cher, dans la petite région agricole de la Sologne viticole,. À vol d'oiseau, elle se situe à 20,4 km  de Blois, préfecture du département, à 24,7 km de Romorantin-Lanthenay, sous-préfecture, et à 20,1 km de Montrichard Val de Cher, chef-lieu du canton de Montrichard dont dépend la commune depuis 2015. La commune fait en outre partie du bassin de vie du Controis-en-Sologne.
Les communes les plus proches sont : Fresnes (2,2 km), Sassay (2,9 km), Oisly (5 km), Couddes (6,4 km), Soings-en-Sologne (7,2 km), Cormeray (8 km) et Choussy (8 km), Les Montils, Seur, Monthou-sur-Bièvre, Sambin, Pontlevoy, Monthou-sur-Cher, Cheverny.

### Paysages et relief
Dans le cadre de la Convention européenne du paysage, adoptée le 20 octobre 2000 et entrée en vigueur en France le 1er juillet 2006, un atlas des paysages de Loir-et-Cher a été élaboré en 2010 par le CAUE de Loir-et-Cher, en collaboration avec la DIREN Centre (devenue DREAL en 2011), partenaire financier. Les paysages du département s'organisent ainsi en huit grands ensembles et 25 unités de paysage,. La commune fait partie de l'unité de paysage de « la Sologne viticole », dans la Sologne.
La Sologne viticole, moins boisée que la Grande Sologne, présente un relief doux. La présence affirmée d'une agriculture qui prend le relais des boisements de Grande Sologne dégage des points de vue et des horizons ouverts. Les paysages de bois et de cultures s'enchaînent en s'imbriquant les uns aux autres.
L'altitude du territoire communal varie de 62 mètres à 129 mètres,.

### Hydrographie

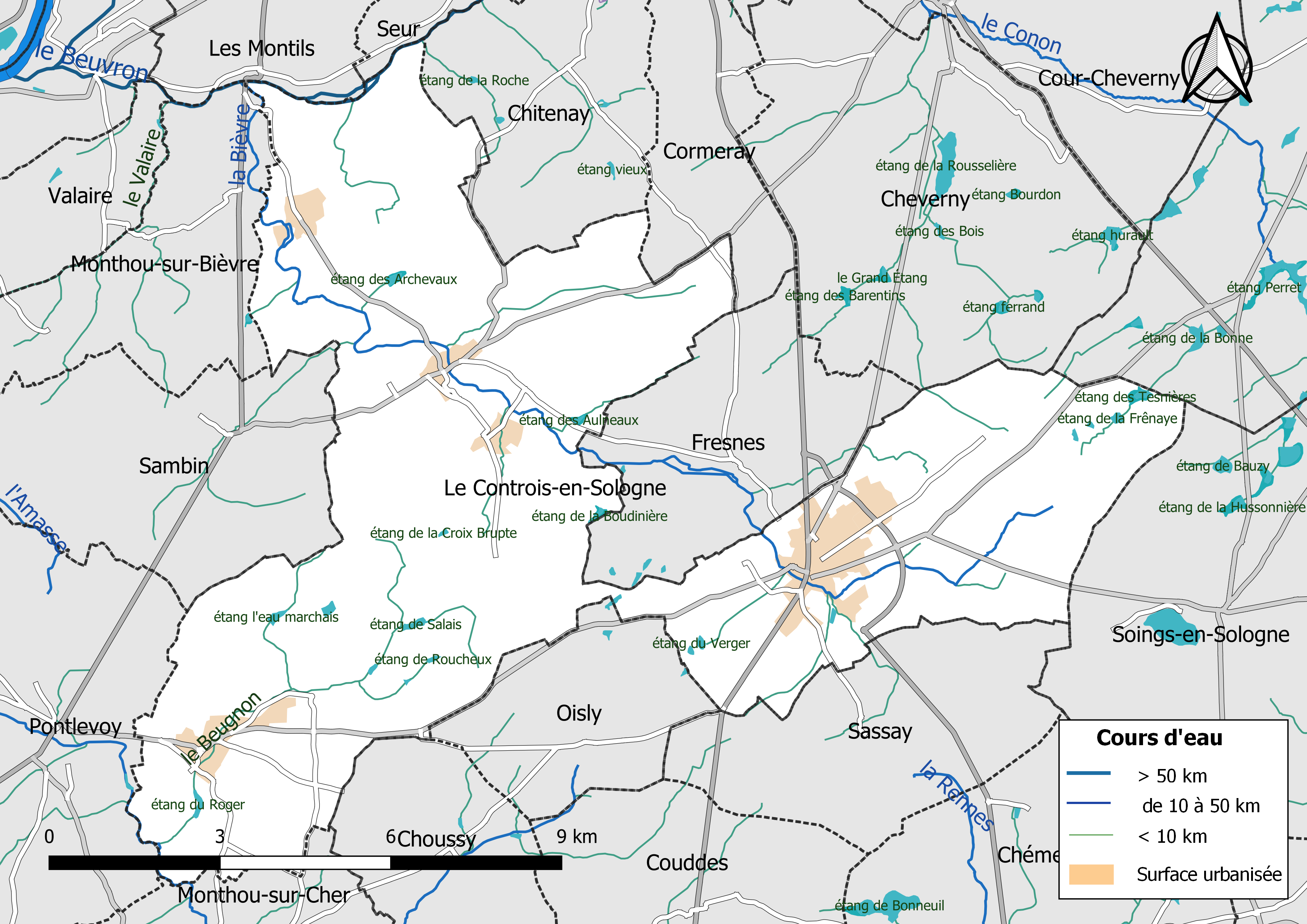
Réseau hydrographique du Controis-en-Sologne.

La commune est drainée par la Bièvre, le Beugnon et par divers petits cours d'eau, constituant un réseau hydrographique de 22,76 km de longueur totale pour l'ancienne commune Contres.
La Bièvre, d'une longueur totale de 23,6 km, prend sa source dans la commune et se jette  dans le Beuvron à Monthou-sur-Bièvre, après avoir traversé 3 communes.
Sur le plan piscicole, ce cours d'eau est classé en deuxième catégorie, où le peuplement piscicole dominant est constitué de poissons blancs (cyprinidés) et de carnassiers (brochet, sandre et perche).

### Climat
Pour des articles plus généraux, voir Climat du Centre-Val de Loire et Climat de Loir-et-Cher.
En 2010, le climat sur la commune est de type climat océanique dégradé des plaines du Centre et du Nord, selon une étude du CNRS s'appuyant sur une série de données couvrant la période 1971-2000. En 2020, Météo-France publie une typologie des climats de la France métropolitaine dans laquelle la commune est exposée à un climat océanique altéré et est dans la région climatique Moyenne vallée de la Loire, caractérisée par une bonne insolation (1 850 h/an) et un été peu pluvieux.
Pour la période 1971-2000, la température annuelle moyenne est de 11,3 °C, avec une amplitude thermique annuelle de 15,3 °C. Le cumul annuel moyen de précipitations est de 674 mm, avec 11 jours de précipitations en janvier et 6,6 jours en juillet. Pour la période 1991-2020, la température moyenne annuelle observée sur la station météorologique de Météo-France la plus proche, sur la commune de Cheverny à 9 km à vol d'oiseau, est de 11,8 °C et le cumul annuel moyen de précipitations est de 675,8 mm,. Pour l'avenir, les paramètres climatiques de la commune estimés pour 2050 selon différents scénarios d'émission de gaz à effet de serre sont consultables sur un site dédié publié par Météo-France en novembre 2022.
| Mois                                  | jan.           | fév.           | mars          | avril         | mai           | juin          | jui.          | août         | sep.          | oct.          | nov.          | déc.           | année     |
| ------------------------------------- | -------------- | -------------- | ------------- | ------------- | ------------- | ------------- | ------------- | ------------ | ------------- | ------------- | ------------- | -------------- | --------- |
| Température minimale moyenne (°C)     | 1,6            | 1,1            | 3             | 4,8           | 8,5           | 11,8          | 13,4          | 12,8         | 9,6           | 7,6           | 4,1           | 2              | 6,7       |
| Température moyenne (°C)              | 4,8            | 5,2            | 8,2           | 10,7          | 14,4          | 17,8          | 19,8          | 19,5         | 15,9          | 12,4          | 7,9           | 5,2            | 11,8      |
| Température maximale moyenne (°C)     | 8              | 9,2            | 13,4          | 16,6          | 20,2          | 23,8          | 26,2          | 26,2         | 22,2          | 17,3          | 11,6          | 8,4            | 16,9      |
| Record de froid (°C) date du record   | −19 17.01.1987 | −17,5 07.02.12 | −12 01.03.05  | −6 09.04.1977 | −2 05.05.1979 | 2 01.06.06    | 4,5 22.07.08  | 2,5 26.08.18 | −1 21.09.12   | −4 31.10.12   | −11 30.11.10  | −16 31.12.1985 | −19 1987  |
| Record de chaleur (°C) date du record | 18 13.01.1998  | 23 27.02.19    | 26 24.03.1996 | 29,5 21.04.18 | 33 28.05.17   | 39,4 18.06.22 | 41,1 25.07.19 | 40 10.08.03  | 35,7 09.09.23 | 31,5 02.10.23 | 23,5 08.11.15 | 19 16.12.1989  | 41,1 2019 |
| Précipitations (mm)                   | 58,1           | 49,3           | 47,6          | 49,5          | 63,3          | 51,5          | 52,6          | 45,8         | 49,7          | 69,7          | 67,9          | 70,8           | 675,8     |

### Milieux naturels et biodiversité

#### Sites Natura 2000
Le réseau Natura 2000 est un réseau écologique européen de sites naturels d'intérêt écologique élaboré à partir des Directives «Habitats » et «Oiseaux ». Ce réseau est constitué de Zones spéciales de conservation (ZSC) et de Zones de protection spéciale (ZPS). Dans les zones de ce réseau, les États membres s'engagent à maintenir dans un état de conservation favorable les types d'habitats et d'espèces concernés, par le biais de mesures réglementaires, administratives ou contractuelles. L'objectif est de promouvoir une gestion adaptée des habitats tout en tenant compte des exigences économiques, sociales et culturelles, ainsi que des particularités régionales et locales de chaque État membre. Les activités humaines ne sont pas interdites, dès lors que celles-ci ne remettent pas en cause significativement l'état de conservation favorable des habitats et des espèces concernés. Une partie du territoire communal est incluse dans le site Natura 2000 suivants : une ZSC, la « Sologne », d'une superficie de 346 184 ha.

## Toponymie
Le choix du nom de la commune nouvelle s'est porté sur sa situation géographique. En effet, en intégrant la périphérie de Contres, la commune comprend le pays controis, lui-même entouré de la Sologne.

## Urbanisme

### Typologie
Au 1er janvier 2024, Le Controis-en-Sologne est catégorisée commune rurale à habitat dispersé, selon la nouvelle grille communale de densité à sept niveaux définie par l'Insee en 2022.
Elle appartient à l'unité urbaine de Le Controis-en-Sologne, une agglomération intra-départementale regroupant deux  communes, dont elle est ville-centre,,. Par ailleurs la commune fait partie de l'aire d'attraction de Blois, dont elle est une commune de la couronne,. Cette aire, qui regroupe 78 communes, est catégorisée dans les aires de 50 000 à moins de 200 000 habitants,.

### Occupation des sols
L'occupation des sols est marquée par l'importance des espaces agricoles et naturels. La répartition détaillée ressortant de la base de données européenne d'occupation biophysique des sols Corine Land Cover millésimée 2012 pour l'ancienne commune de Contresest la suivante : 
terres arables (19,7 %), 
cultures permanentes (2,5 %), 
zones agricoles hétérogènes (43,6 %), 
prairies (1,5 %), 
forêts (24,7 %), 
zones urbanisées (6,5 %), 
zones industrielles et commerciales et réseaux de communication (1,4 %).

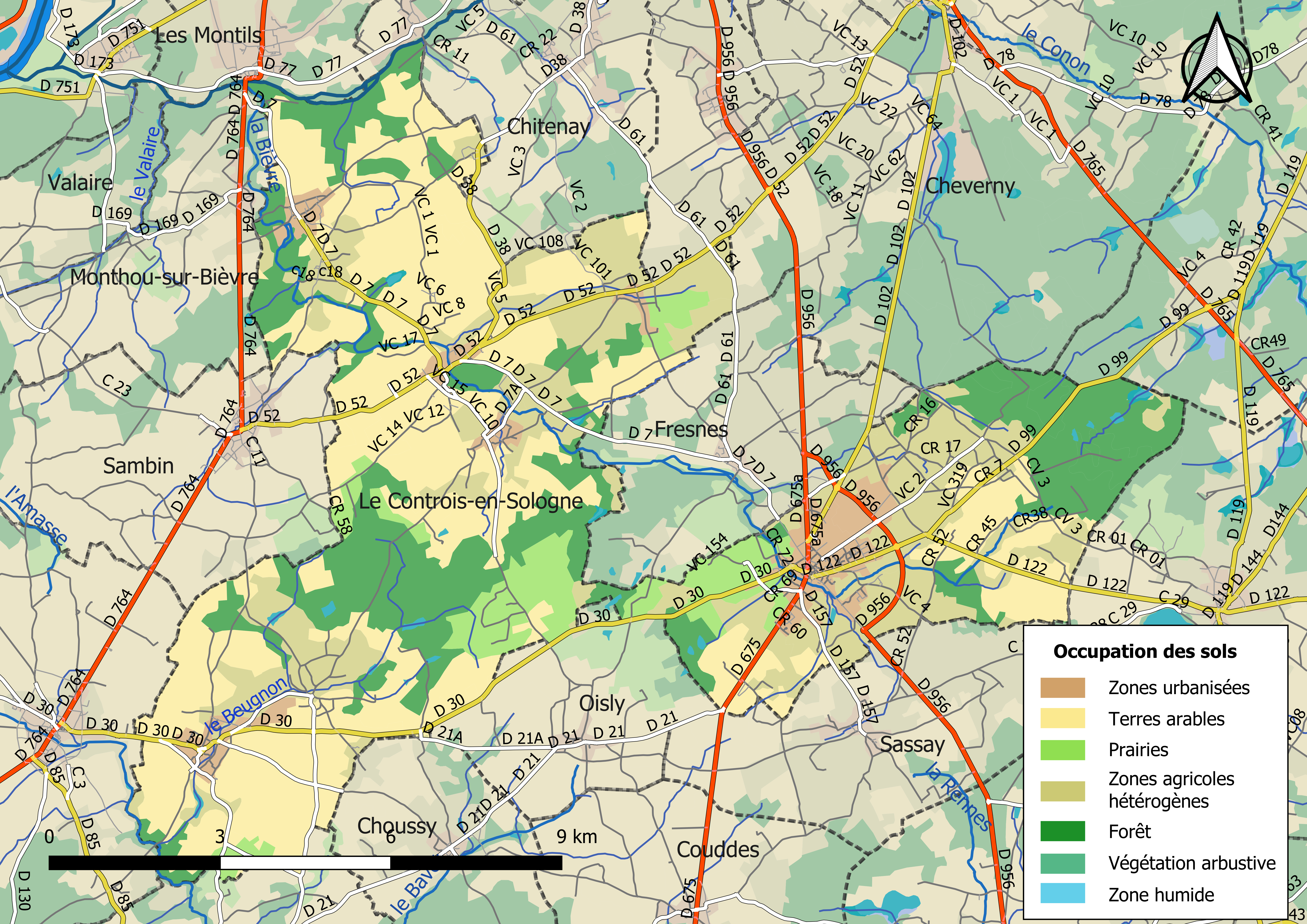
Carte des infrastructures et de l'occupation des sols de la commune en 2018 (CLC).

### Planification
En matière de planification, la commune disposait en 2017 d'un plan local d'urbanisme en révision. Par ailleurs, à la suite de la loi ALUR (loi pour l'accès au logement et un urbanisme rénové) de mars 2014, un plan local d'urbanisme intercommunal couvrant le territoire de la Communauté de communes Val-de-Cher-Controis a été prescrit le 30 novembre 2015.

### Logements
La commune nouvelle comptait 3 523 logements en 2016, dont 3 001 résidences principales, 353 logements vacants (soit 10 %) et 169 résidences secondaires. 24,8 % des logements dataient d'avant 1919. Le nombre de logements locatifs sociaux était de 170 soit 5,7 %.

### Habitat et logement
Le tableau ci-dessous présente la typologie des logements au Controis-en-Sologne en 2016 en comparaison avec celle du Loir-et-Cher et de la France entière. Une caractéristique marquante du parc de logements est ainsi la faible proportion des résidences secondaires et logements occasionnels (8,3 %) par rapport au département (18 %) et à la France entière (9,6 %). Concernant le statut d'occupation de ces logements, 93,2 % des habitants de la commune sont propriétaires de leur logement (88,9 % en 2011), contre 68,1 % pour le Loir-et-Cher et 57,6 pour la France entière.
|                                                         | Le Controis-en-Sologne | Loir-et-Cher | France entière |
| ------------------------------------------------------- | ---------------------- | ------------ | -------------- |
| Résidences principales (en %)                           | 78,1                   | 74,5         | 82,3           |
| Résidences secondaires et logements occasionnels (en %) | 8,3                    | 18           | 9,6            |
| Logements vacants (en %)                                | 13,5                   | 7,5          | 8,1            |

### Risques majeurs
Le territoire communal du Controis-en-Sologne est vulnérable à différents aléas naturels :  climatiques (hiver exceptionnel ou canicule), feux de forêts, mouvements de terrains ou sismique (sismicité très faible).
Il est également exposé à un risque technologique : le risque industriel,.

#### Risques naturels
Les mouvements de terrains susceptibles de se produire sur la commune sont liés au retrait-gonflement des argiles. Le phénomène de retrait-gonflement des argiles est la conséquence d'un changement d'humidité des sols argileux. Les argiles sont capables de fixer l'eau disponible mais aussi de la perdre en se rétractant en cas de sécheresse. Ce phénomène peut provoquer des dégâts très importants sur les constructions (fissures, déformations des ouvertures) pouvant rendre inhabitables certains locaux. La carte de zonage de cet aléa peut être consultée sur le site de l'observatoire national des risques naturels Georisques.

#### Risques technologiques
Storengy, société spécialisée dans le stockage de gaz souterrain à Chémery et Soings-en-Sologne, est une entreprise de statut Seveso seuil haut.

## Histoire

### Avant 2019
Le 26 novembre 2018, un arrêté préfectoral porte création de la commune au 1er janvier 2019. Le Controis-en-Sologne est ainsi la fusion de cinq communes, à savoir :
- Contres,
- Feings,
- Fougères-sur-Bièvre, ancienne seigneurie vassale du comte de Blois, célèbre pour son ancien château fort détruit pendant la guerre de Cent Ans et reconstruit à la Renaissance,
- Ouchamps,
- Thenay.

## Politique et administration

### Liste des maires
| Période      | Période                  | Identité         | Étiquette | Qualité |
| ------------ | ------------------------ | ---------------- | --------- | --- |
| janvier 2019 | avril 2022               | Jean-Luc Brault, | LREM      | Chef d'entreprise retraité Ancien conseiller général de Contres (2008 → 2015) Président de la CC Val de Cher Controis (2017 → 2023) Démissionnaire |
| mai 2022     | En cours (au 5 mai 2022) | Antoine Lelarge  | DVG       | Ancien directeur d'établissement médico-social Maire délégué de Contres                                                                            |

## Équipements et services

### Eau et assainissement
L'organisation de la distribution de l'eau potable, de la collecte et du traitement des eaux usées et pluviales relève des communes. La compétence eau et assainissement des communes est un service public industriel et commercial (SPIC).

#### Assainissement des eaux usées
En 2019, la commune du Controis-en-Sologne gère le service d'assainissement collectif en régie directe, c'est-à-dire avec ses propres personnels, avec le statut de régie à autonomie financière.
Deux stations de traitement des eaux usées sont en service au 1er janvier 2019 sur le territoire communal : 
- « La Gare », un équipement utilisant la technique de l'aération par boues activées, avec prétraitement et déphosphatation physico-chimique, dont la capacité est de 15 000 EH[48] ;
- « Les Moulins », un équipement utilisant la technique de l'aération par boues activées, dont la capacité est de 17 000 EH , mis en service le 28 octobre 2014[49].

L'assainissement non collectif (ANC) désigne les installations individuelles de traitement des eaux domestiques qui ne sont pas desservies par un réseau public de collecte des eaux usées et qui doivent en conséquence traiter elles-mêmes leurs eaux usées avant de les rejeter dans le milieu naturel. La Communauté de communes Val-de-Cher-Controis assure pour le compte de la commune le service public d'assainissement non collectif (SPANC), qui a pour mission de vérifier la bonne exécution des travaux de réalisation et de réhabilitation, ainsi que le bon fonctionnement et l'entretien des installations.

### Sécurité, justice et secours
La sécurité de la commune est assurée par la brigade du Controis-en-Sologne qui dépend du groupement de gendarmerie départementale de Loir-et-Cher installé à Blois.
En matière de justice, Le Controis-en-Sologne relève du conseil de prud'hommes de Blois, de la Cour d'appel d'Orléans (juridiction de Blois), de la Cour d'assises de Loir-et-Cher, du tribunal administratif de Blois, du tribunal de commerce de Blois et du tribunal judiciaire de Blois.

## Population et société

### Démographie
| Nom                 | Code Insee | Intercommunalité        | Superficie (km2) | Population (dernière pop. légale) | Densité (hab./km2) |
| ------------------- | ---------- | ----------------------- | ---------------- | --------------------------------- | ------------------ |
| Contres (siège)     | 41059      | CC Val-de-Cher-Controis | 36,09            | 3 684 (2016)                      | 102                |
| Feings              | 41082      | CC Val-de-Cher-Controis | 16,52            | 714 (2016)                        | 43                 |
| Fougères-sur-Bièvre | 41092      | CC Val-de-Cher-Controis | 14,69            | 815 (2016)                        | 55                 |
| Ouchamps            | 41170      | CC Val-de-Cher-Controis | 13,08            | 728 (2016)                        | 56                 |
| Thenay              | 41257      | CC Val-de-Cher-Controis | 20,03            | 881 (2016)                        | 44                 |

## Économie

### Secteurs d'activité
Le tableau ci-dessous détaille le nombre d'entreprises implantées au Controis-en-Sologne selon leur secteur d'activité et le nombre de leurs salariés :
|                                                              | total | % com (% dep) | 0 salarié | 1 à 9 salarié(s) | 10 à 19 salariés | 20 à 49 salariés | 50 salariés ou plus |
| ------------------------------------------------------------ | ----- | ------------- | --------- | ---------------- | ---------------- | ---------------- | ------------------- |
| Ensemble                                                     | 13,5  | 10,1 (100)    |           |                  |                  |                  |                     |
| Agriculture, sylviculture et pêche                           | 11,4  | 8,6 (11,8)    |           |                  |                  |                  |                     |
| Industrie                                                    | 44,4  | 45,3 (6,5)    |           |                  |                  |                  |                     |
| Construction                                                 |       | (10,3)        |           |                  |                  |                  |                     |
| Commerce, transports, services divers                        |       | (57,9)        |           |                  |                  |                  |                     |
| dont commerce et réparation automobile                       |       | (17,5)        |           |                  |                  |                  |                     |
| Administration publique, enseignement, santé, action sociale |       | (13,5)        |           |                  |                  |                  |                     |
| Champ : ensemble des activités.                              |       |               |           |                  |                  |                  |                     |

Sur les 13,5 entreprises implantées au Controis-en-Sologne en 2016, 0 ne font appel à aucun salarié et 0 comptent 1 à 9 salariés.
Au 1er juillet 2017, la commune est classée en zone de revitalisation rurale (ZRR), un dispositif visant à aider le développement des territoires ruraux principalement à travers des mesures fiscales et sociales. Des mesures spécifiques en faveur du développement économique s'y appliquent également.

## Culture locale et patrimoine

### Lieux et monuments
- Les pigeonniers de Contres
- La fontaine place Javalet (Contres, XIXe siècle)
- Le bois de Saint-Lomer, du Val de la Bièvre (Contres)
- La forêt de Cheverny (Contres)
- Le château de Contres,
- Le château de Fougères-sur-Bièvre,
- Le château de la Gondelaine (Contres)
- Le château des Pins (Contres)
- L'abbaye de Cornilly[58] (Contres).

### Monuments religieux
Le Controis-en-Sologne comprend naturellement les églises de ses communes déléguées :
- l'église Saint-Cyr-et-Sainte-Julitte (Contres), construite par l'architecte Jules de La Morandière, avec une abside à trois pans, deux bas-côtés, des absidioles, une voûte d'ogives et un chœur du XVIe siècle,
- l'église Saint-Éloi (Fougères-sur-Bièvre, XIIe siècle),
- l'église Saint-Pierre (Ouchamps, XIe siècle),
- l'église Notre-Dame de Thenay (XIIIe siècle).